# 陳祖泳
陳祖泳，笔名Jo Anne，是一位藝術行政人員、小说家、兒童音樂劇藝術總監，前法國五月藝術節香港及澳門的行政總裁，現任Per Artem Lumen Limited文化專業顧問公司的董事。
陳祖泳在香港土生土長，並於加拿大及法國專修藝術歷史及美术史，其後修讀新聞碩士課程。她現時參與多個政府與非政府組織的董事局及或委員會，推動社區的藝術、文化及青少年事務。在2013年獲頒民政事務局局長嘉許計劃嘉許狀，表揚她推動社區建設及服務社群方面的貢獻。及後，獲法國政府頒發法國藝術與文學騎士勳章名銜。
陳祖泳經常於印刷媒體、電視及電台節目中推廣藝術與文化，曾為香港電台第二台法識生活和香港電台第四台法識音樂的節目主持人。

## 作品

### 童書
- 小不點音樂童書系列
  - 《小不點與古典音樂》，2017年
  - 《小不點與中樂》，2018年
  - 《小不點帶領馬戲團》，2018年
  - 《小不點的動物冒險之旅》，2019年
  - 《小不點與動物的演奏會》，2020年

### 音樂劇
- 《小不點的德布西音樂探險》，2021年5月7日[7]
- 《跟小不點一起飛翔》，2021年11月26日[8]
- 《Happy Gabby之仙樂飄飄》，2019年6月29日-2019年7月21日[9][10]

## 外部連結
- 城獅會邀陳祖泳談藝術發展
- 平凡人的不平凡事之 法國文化推廣部發展總監陳祖泳
- 法識生活 （页面存档备份，存于）
- #plusloin - Joanne Chan （页面存档备份，存于）